# Кошкар-ата
Кошкар-ата (каз. Қошқар Ата, узб. Qo`chqor-Ota / Қўчқор-Ота, кирг. Кочкор-Ата; XII век, Мавераннахр) — суфий, ученик Ходжи Ахмеда Ясави. В его честь назван ряд объектов в современном Казахстане и других странах Средней Азии.

## Биография
Сведений о жизни Кошкар-аты сохранилось немного. Известно, что он был выходцем из туркменского племени. Учителем будущего суфия стал Ходжа Ахмед Ясави.
Кошкар-ата считался мудрецом и знатоком Корана и хадисов. Согласно преданиям, за это был избран судьёй — кади, и на этом посту заслужил славу справедливого судьи, не боявшегося заступаться за простой народ. В народе Кошкар-ата почитался как святой. Легенды приписывают ему чудодейственные способности. В частности, утверждается, что суфий понимал язык животных, Вероятно, с этим связано происхождение его прозвания (слово «кошкар» в тюркских языках означает барана).
Среди учеников Кошкар-аты известность получил Халифе, считающийся преемником суфия и тоже почитавшийся как святой. Легенда приписывает Халифе основание некрополя Калипан. Однако современные исследователи считают, что Калипан был основан ещё в X веке.
Согласно одной версии, Кошкар-ата умер в Чимкенте (ныне Шымкент) и был похоронен возле истока протекающей по городу реки, ныне носящей название Кошкарата. Согласно другой версии, суфий погиб от жары во время путешествия с караваном по плато Устюрт. При этом на момент смерти он не успел достичь преклонных лет, поскольку в легенде рассказывается о приезде его матери на место гибели сына.

## Истоки возникновения культа Кошкар-аты
Предполагается, что культ Кошкар-аты вобрал в себя более древний культ барана, существовавший в Центральной Азии в доисламские времена. Баран считался символом Фарна — древнеиранского божества, связанного с огнём. Через Согдиану культ барана распространился по среднеазиатскому региону, где его пережитки сохранялись достаточно продолжительное время после принятия ислама. Например, в Ферганской долине и некоторых других регионах современного Узбекистана существовали места для традиционного жертвоприношения баранов на Курбан-байрам, именуемые Кучкор-мозор или даже Кучкор-Ота.

## Память
В память о Кошкар-ате были сооружены три мавзолея. Один из них располагается на территории современного Шымкента. Другой входит в состав архитектурного комплекса Исмаил-ата в селе Турбат Казыгуртского района Туркестанской области. Третий впоследствии вошёл в состав некрополя, также получившего название Кошкар-Ата. Некрополь находится неподалёку от села Акшукур Тупкараганского района Мангистауской области.
Ряд географических объектов в современном Казахстане носит название Кошкарата в честь суфия. Кроме того, в Кыргызстане существуют город Кочкор-Ата и село Кочкор-Ата в Ноокенском районе Джалал-Абадской области, а также село Кочкор-Ата в Узгенском районе Ошской области.